# Rhorus anglicator
Rhorus anglicator är en stekelart som beskrevs av Aubert 1988. Rhorus anglicator ingår i släktet Rhorus och familjen brokparasitsteklar. Inga underarter finns listade i Catalogue of Life.